# Marktkirchhof 16 (Quedlinburg)

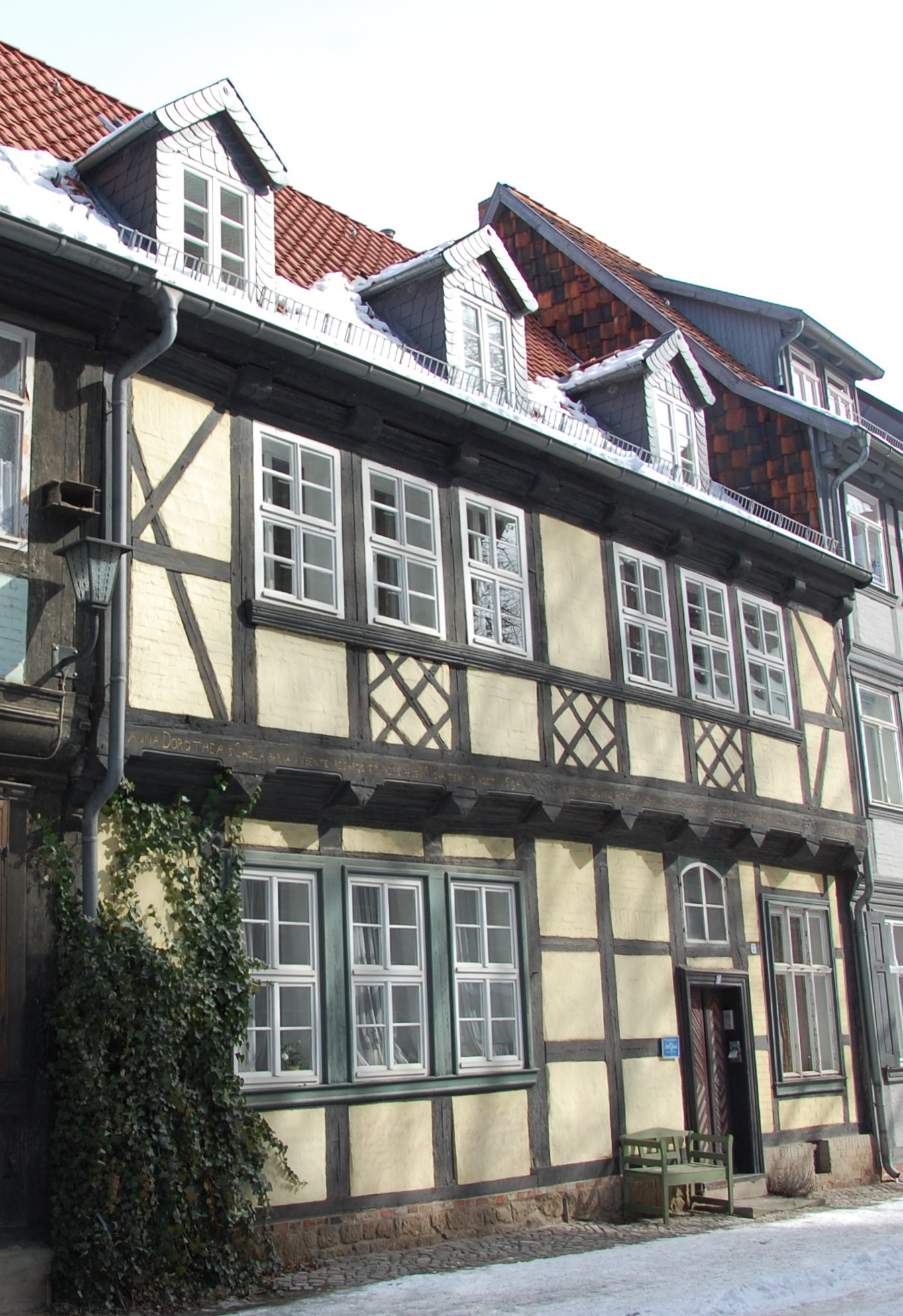
Haus Marktkirchhof 16, Südseite, 2013

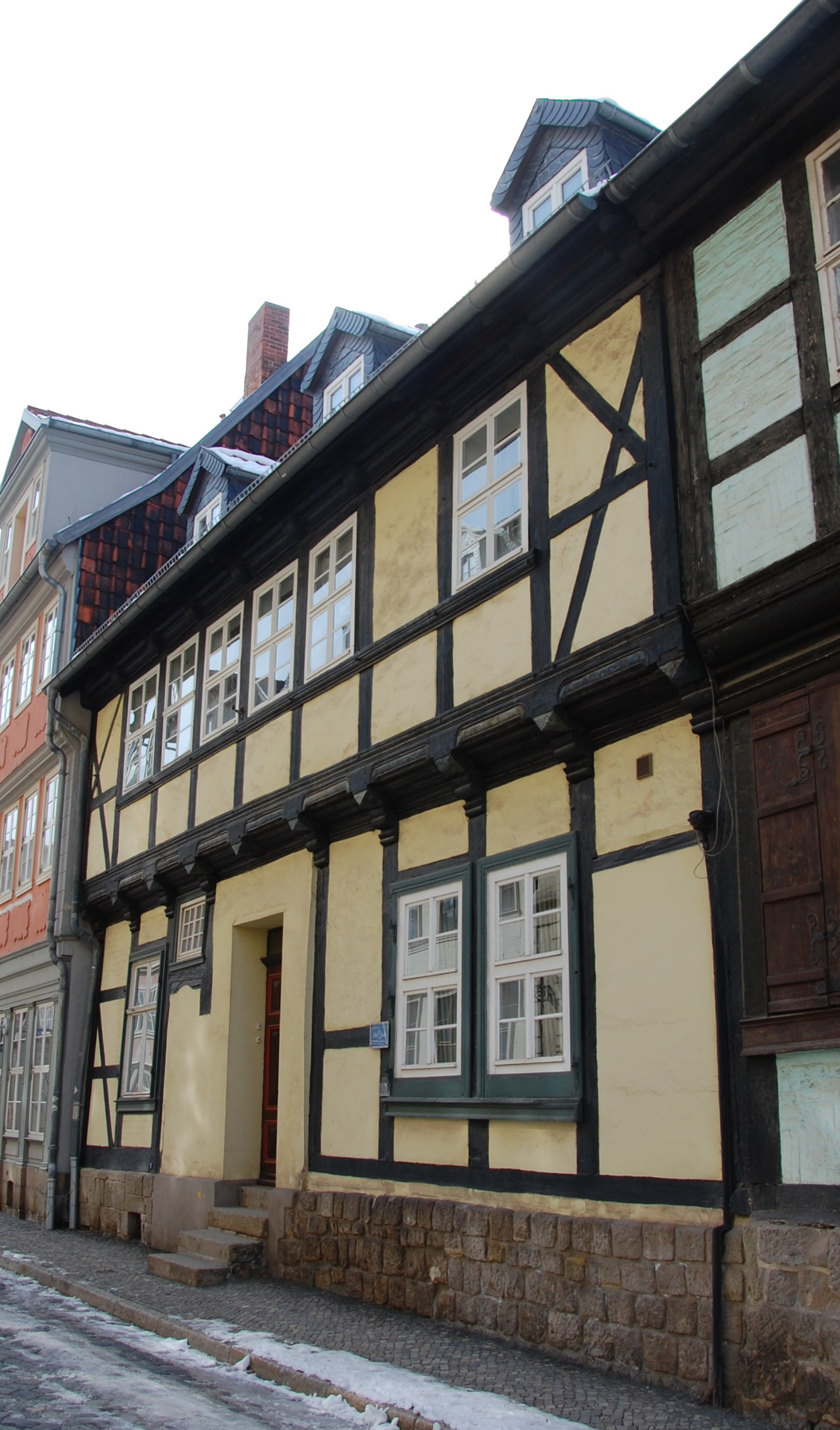
Nordseite

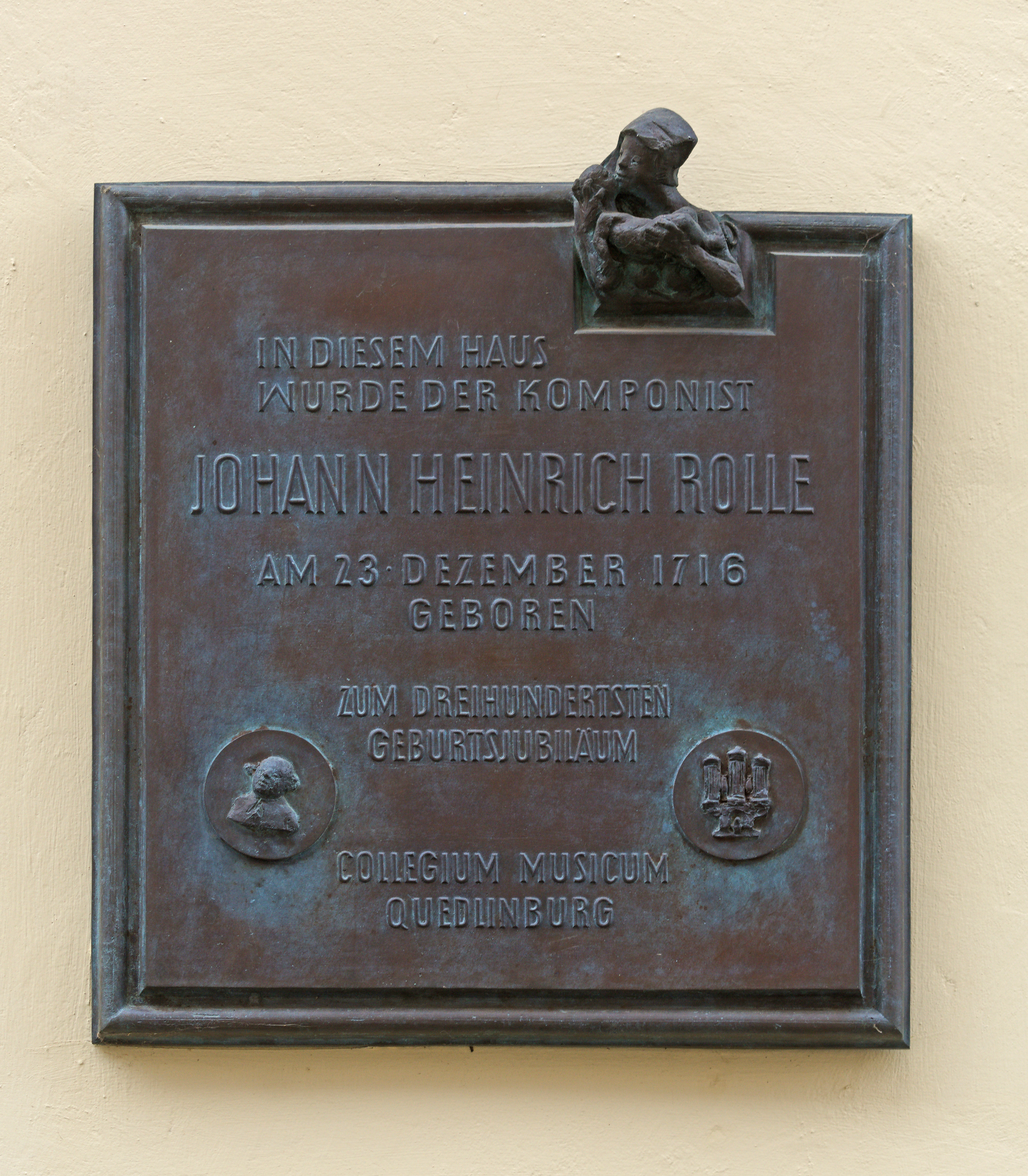
Gedenktafel anlässlich des 300. Geburtsjubiläums des in diesem Haus geborenen Komponisten Johann Heinrich Rolle

Das Haus Marktkirchhof 16 ist ein denkmalgeschütztes Gebäude in der Stadt Quedlinburg in Sachsen-Anhalt.

## Lage
Es befindet sich in der historischen Quedlinburger Altstadt, nördlich des Marktplatzes der Stadt. Das im Quedlinburger Denkmalverzeichnis als Wohnhaus eingetragene Gebäude steht an der Nordseite des Marktkirchhofs und gehört zum UNESCO-Weltkulturerbe. Seine südliche Fassade zeigt zum Marktkirchhof, die nördliche zum Kornmarkt. Westlich grenzt das gleichfalls denkmalgeschützte Haus Marktkirchhof 15, östlich das Haus Marktkirchhof 17 an.

## Architektur und Geschichte
Das zweigeschossige Fachwerkhaus wurde im Jahr 1694 als Knaben- und Lateinschule der Sankt-Benedikti-Gemeinde durch den Zimmermeister Martin Lange, dessen mit einem Wappen versehene Signatur M. MARTEN LANGE ZM sich an der Stockschwelle der Südfassade befindet, errichtet. 1716 wurde im Haus als Sohn des Komponisten Christian Friedrich Rolle (1681–1751) der spätere Komponist und Musikpädagoge Johann Heinrich Rolle (1716–1785) geboren. 2017 wurde auf Initiative des Collegium musicum anlässlich des 300. Geburtstags eine vom Künstler Wolfgang Dreysse geschaffene Gedenktafel am Haus angebracht. An der nördlichen Seite des frühbarocken Gebäudes finden sich Reste eines profilierten Portals. Bemerkenswert ist die Haustür des Gebäudes.
Im örtlichen Denkmalverzeichnis ist das Wohnhaus unter der Erfassungsnummer 094 45654 als Baudenkmal verzeichnet.